# Peter Ashdown
Peter Hawthorn Ashdown (Danbury, 16 ottobre 1934) è un pilota automobilistico britannico.
Inizialmente corre nella Formula Junior. Nel 1958 ha un incidente sul circuito di Rouen, nel quale si rompe una clavicola.
Partecipò al Gran Premio di Gran Bretagna 1959 chiudendo al dodicesimo posto alla guida di una Cooper di Formula 2.
Dopo l'esperienza della Formula 1 torna a correre in Formula Junior a bordo di una Lola. Nel 1960 e nel 1962 vince la 1000 km del Nürburgring nella sua categoria.

## Risultati in Formula 1
| 1959 | Scuderia   | Vettura    |  |  |  |  |    |  |  |  |  |  |  | Punti | Pos. |
| ---- | ---------- | ---------- |  |  |  |  | -- |  |  |  |  |  |  | ----- | ---- |
| 1959 | Alan Brown | Cooper T45 |  |  |  |  | 12 |  |  |  |  |  |  | 0     |      |

| Legenda | 1º posto     | 2º posto | 3º posto    | A punti         | Senza punti/Non class.  | Grassetto – Pole position Corsivo – Giro più veloce |
| Legenda | Squalificato | Ritirato | Non partito | Non qualificato | Solo prove/Terzo pilota | Grassetto – Pole position Corsivo – Giro più veloce |